# Bolków (hrad)
Bolków (německy Burg Hain, Bolkoburg) je gotický hrad ve stejnojmenném polském městě v okrese Jawor v Dolnoslezském vojvodství. Historické centrum města Bolkówa i samotný hrad jsou zapsány na seznamu nemovitých kulturních památek polského Národního památkového ústavu (Narodowy Institut Dziedzictwa). V prostorách bolkowského hradu je muzeum, které je pobočkou Krkonošského muzea v Jelení Hoře.

## Historie
Hrad, stejně jako městské hradby nebo kostel svaté Jadwigy, pochází ze 13. století. Hrad Bolków nechal vybudovat legnický kníže Boleslav II. Lysý, zvaný Rogatka. První písemná zmínka o pevnosti, chránící cestu z Čech do Slezska přes sudetské hory, je z roku 1277, kdy kníže Boleslav II. ji ve své listině zmiňuje jako Hain castro nostro. 

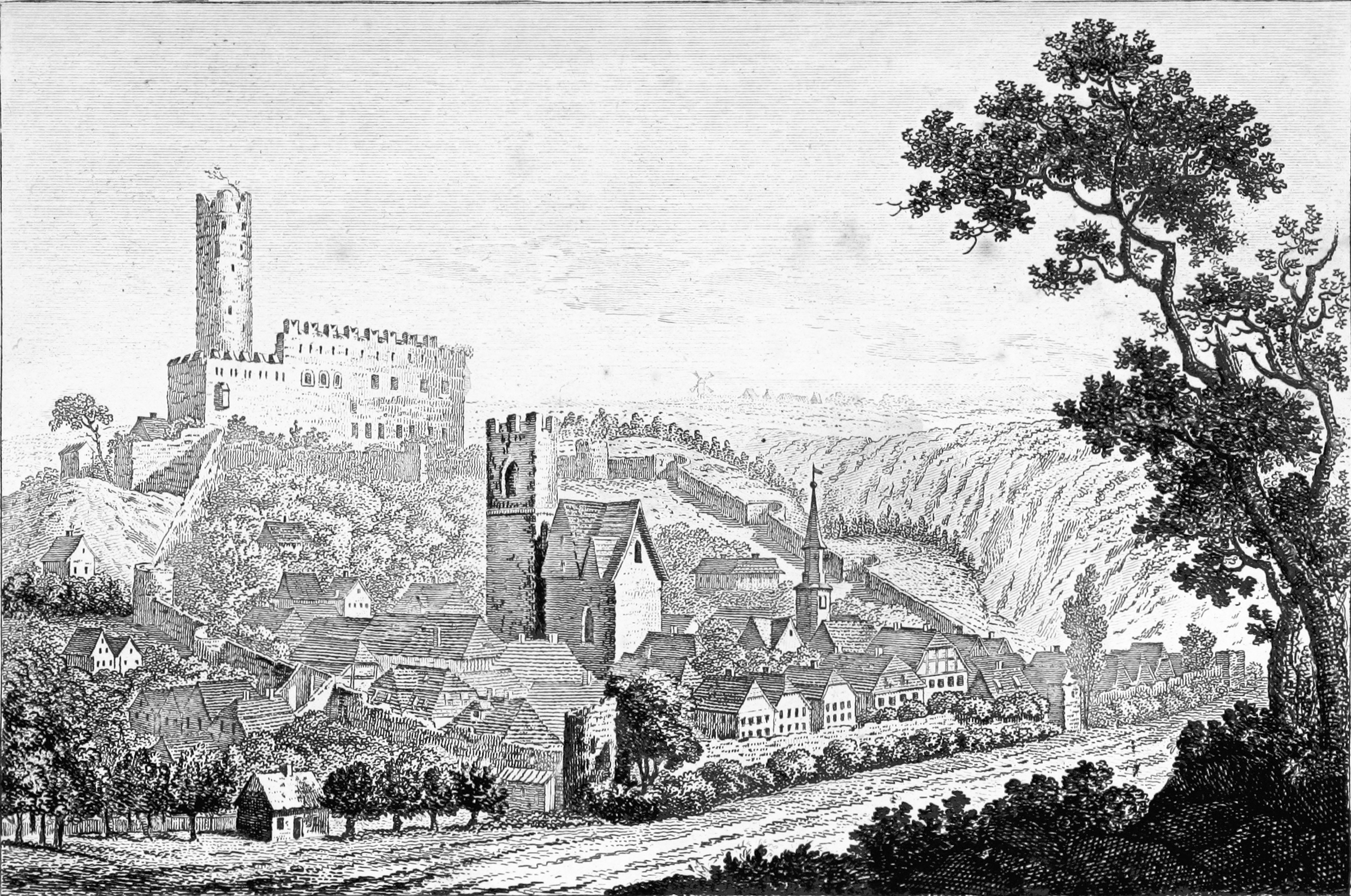
Hrad Bolków a městečko na vyobrazení z roku 1815

Hrad dále rozšířil syn Boleslava II., svídnicko-javorský kníže Boleslav I. Surový. Kníže Bolko I. kromě Bolkówa budoval podél cesty z Čech do Slezska další hrady, což přispělo k tomu, že knížectví svídnicko-javorské si udrželo nezávislé postavení až do konce 14. století, nejdéle ze všech knížectví ve Slezsku.V polovině 14. století byl hrad propojen se systémem městského opevnění.
Za panování svídnicko-javorského knížete Boleslava II. Malého byla na hradě klenotnice. Za vlády knížat Bernarda a Boleslava II. v areálu vznikly další obytné a hospodářské budovy, které byly sloučeny v jeden celek, který je označován jako tzv. Gotický dům. Boleslav II., který byl bezdětný, adoptoval dceru svého zesnulého bratra Henryka Annu a učinil ji svou dědičkou. Dne 27. května 1353 se Anna Svídnická provdala za Karla IV. a stala se tak jeho v pořadí třetí manželkou. Hrad Bolków později přešel do vlastnictví českých králů.
Dne 29. srpna 1428 město Bolków napadla a vyplenila husitská vojska, hrad však nedobyla ani v tomto roce, ani při pozdějších nájezdech. Až v roce 1463 hrad dobyl český král Jiří z Poděbrad a svěřil jej rytíři Hansi von Tschirnhaus (z Czerny).Ten však vzbouřil celé okolí svými loupeživými nájezdy. Vojáci z okolních měst, včetně Vratislavi a Svídnice, v roce 1468 hrad dobyli a rytíře z Czerny oběsili ve věži. V roce 1540 stavitel Jakub Parr provedl v areálu hradu renesanční úpravy, během kterých zde byl mj. vybudován tzv. Dom Niewiast. Na počátku 20. století v prostorách renesančního „Domu nevěst“ založil místní spolek Bolkenhainer Heimatverein první muzejní expozici. Muzeum zůstalo v prvním patře i po roce 1922, kdy byl zmíněný dům přebudován na mládežnickou ubytovnu.
Původní expozice historických zbraní, nábytku a dalšího mobiliáře byla po velké loupeži a požáru v roce 1982 z Bolkówa odvezena. Dnes je na hradě malé Zámecké muzeum s expozicí věnovanou obranným stavbám svídnicko-javorského knížectví.
Hrad je v Polsku chráněný jako nemovitá kulturní památka od 25. listopadu 1949. V roce 1959 a pak v letech 1992 a 2001 se v hradním areálu uskutečnil archeologický průzkum, spojený s vykopávkami.

## Popis
Hrad stojí na Zámeckém (respektive hradním) návrší (polsky Wzgórze Zamkowe, německy Burgberg) v nadmořské výšce 396 metrů na pravém břehu řeky Nysy Szaloné (v překladu Bouřlivá nebo Zuřící Nisa), která je přítokem řeky Kačavy (Kaczawa). Převýšení mezi vrcholem kopce a úrovní řeky činí 90 metrů. Celková zastavěná plocha na hradním návrší je 7600 m².
Systém hradeb a vysoká věž typu bergfrítu, opatřená břitem, směřujícím na jihozápadní, zranitelnější stranu hradu, pocházejí z doby vlády knížete Bolka I. v poslední čtvrtině 13. století. Věž, která je jedinou stavbou tohoto typu na území Polska, je vysoká 25 metrů a má průměr 12 metrů, u úpatí 15 metrů. V přízemí byla hladomorna, výstup do vyšších pater umožňovalo schodiště, umístěné uvnitř 4,5 metrů silné obvodové zdi. Věž byla spojená padacím mostem ve výšce 9 metrů nad zemí s obytnou a hospodářskou budovou. Poblíž věže je do skály vytesaná cisterna na vodu.

## Zajímavosti

### Podzemní chodba
V regionu se traduje pověst, že z hradu Bolkówa vedla na nedaleký hrad Świny podzemní chodba. Tato legenda se dočkala vyobrazení na německé jednomarkové bankovce z roku 1923 (tzv. Notgeld).

### Poklady
V dobách panování svídnicko-javorského knížete Boleslava II. Malého Bolków sloužil jako klenotnice. Po roce 1392, kdy Bolków připadl české koruně, byly tyto cennosti přeneseny do Prahy. V časech napoleonských válek, kdy se do Bolkówa dostala ruská vojska, se Rusové zkoušeli prokopat do hladomorny v dolní části věže, neboť se z neznámých důvodů domnívali, že by v těchto místech mohl být ukrytý poklad.

### Jantarová komnata
V roce 2000 vyšla ve Vratislavi kniha Stanisława Jana Stulina Gdzie ukryto Bursztynową Komnatę („Kde byla ukryta Jantarová komnata“). Autor zde píše, že Jantarová komnata měla být ke konci druhé světové války převezena do Bolkówa nákladními auty z Královce (pozdější ruský Kaliningrad) a uložena v jakýchsi podzemních prostorách. Žádné konkrétní důkazy, podporující toto tvrzení, však nebyly nalezeny, i když georadarový průzkum, který zde v říjnu roku 2000 provedli členové spolku ze Štětína, existenci nějakých prostor v podzemí signalizoval.

## Galerie

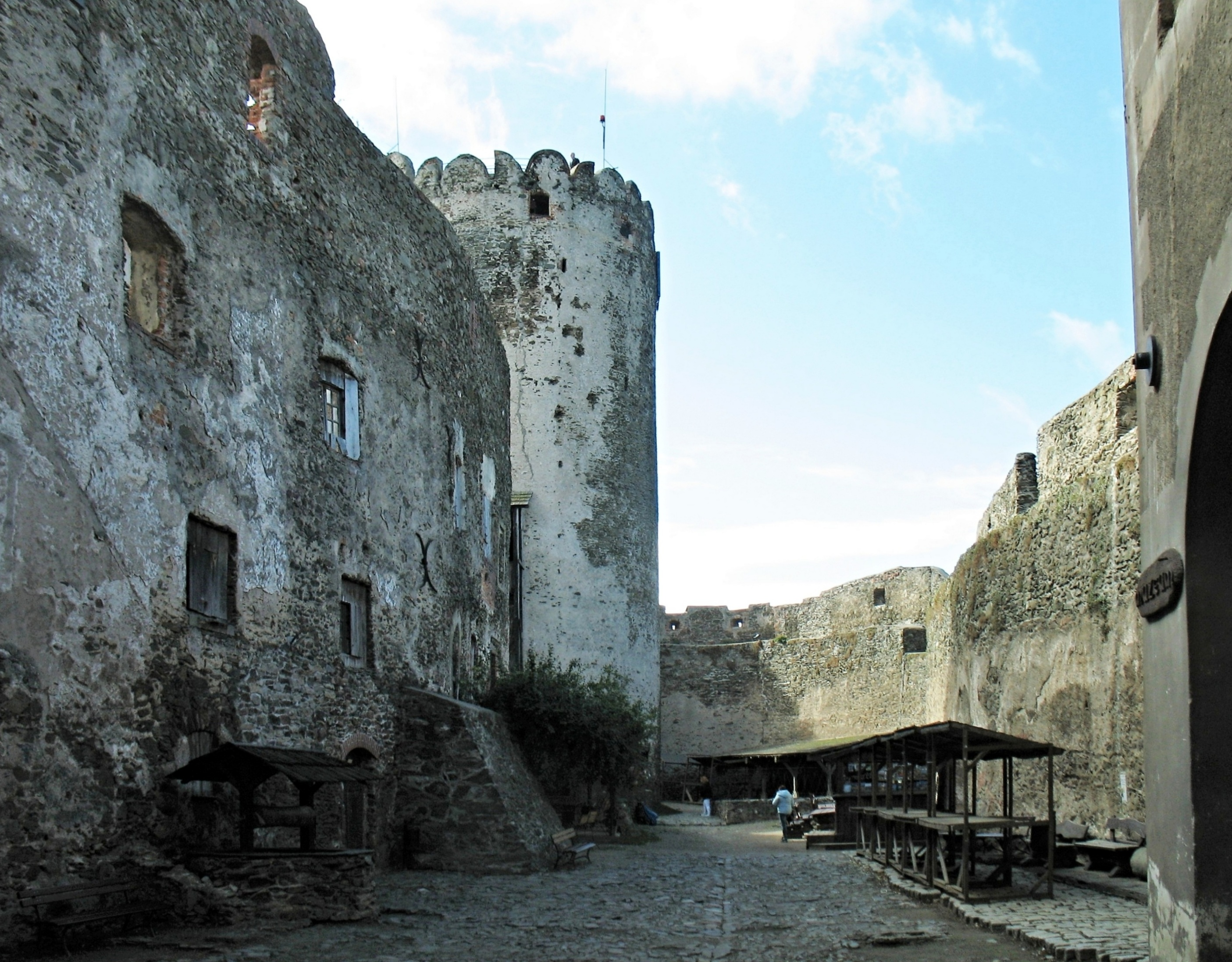
Studna a věž na konci nádvoří
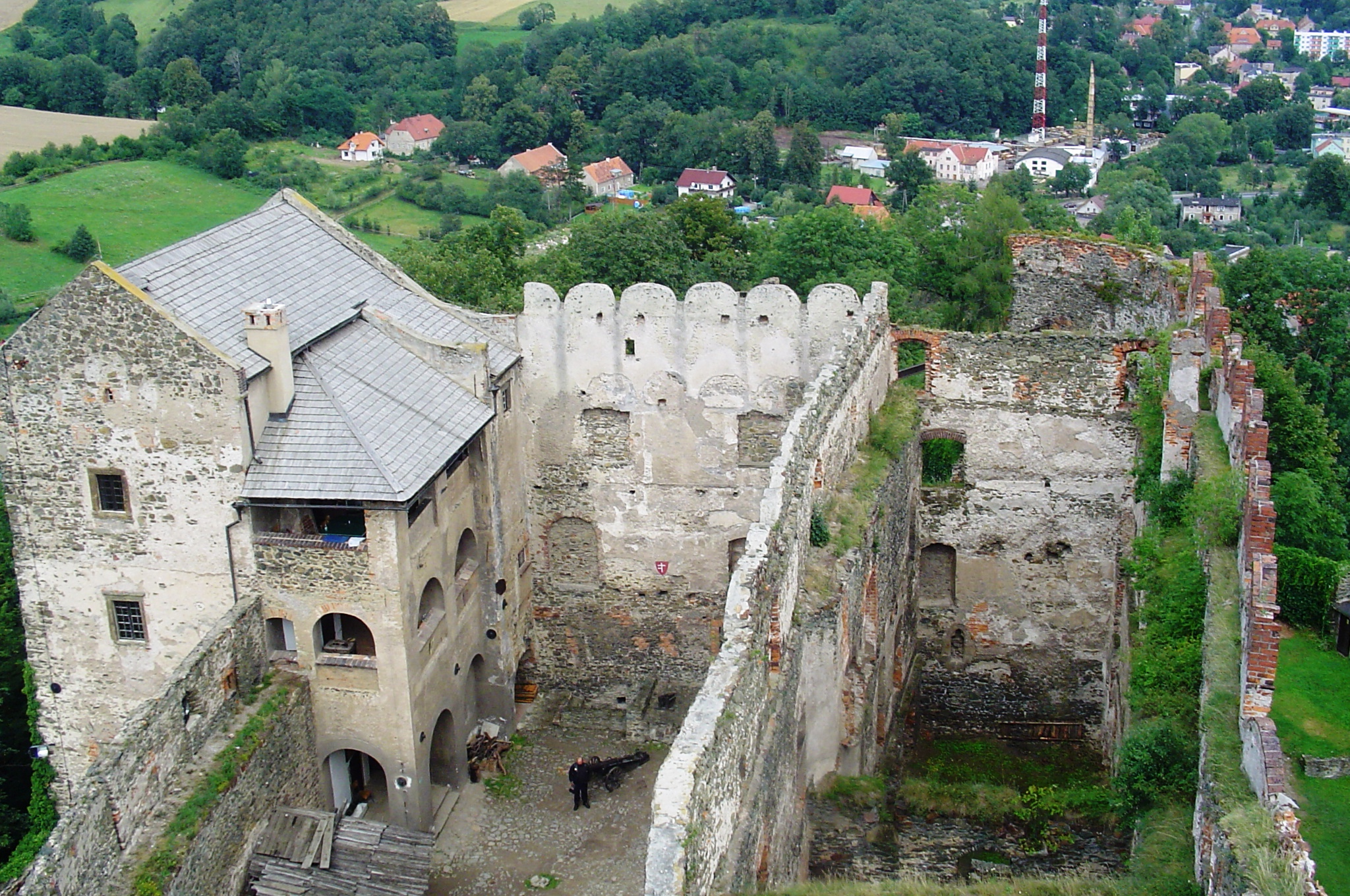
Nádvoří a pozůstatky hradního paláce
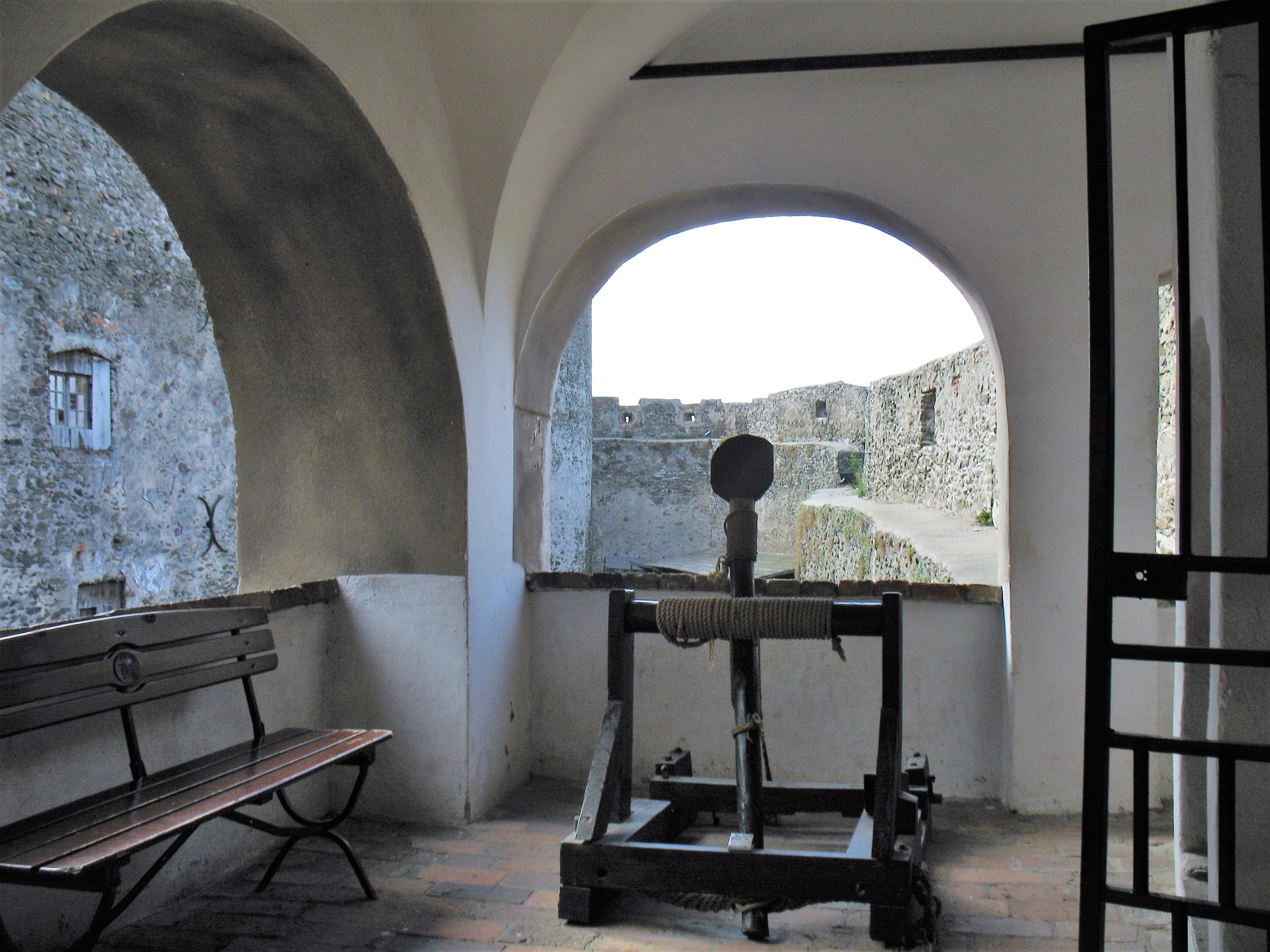
U vchodu do hradního muzea
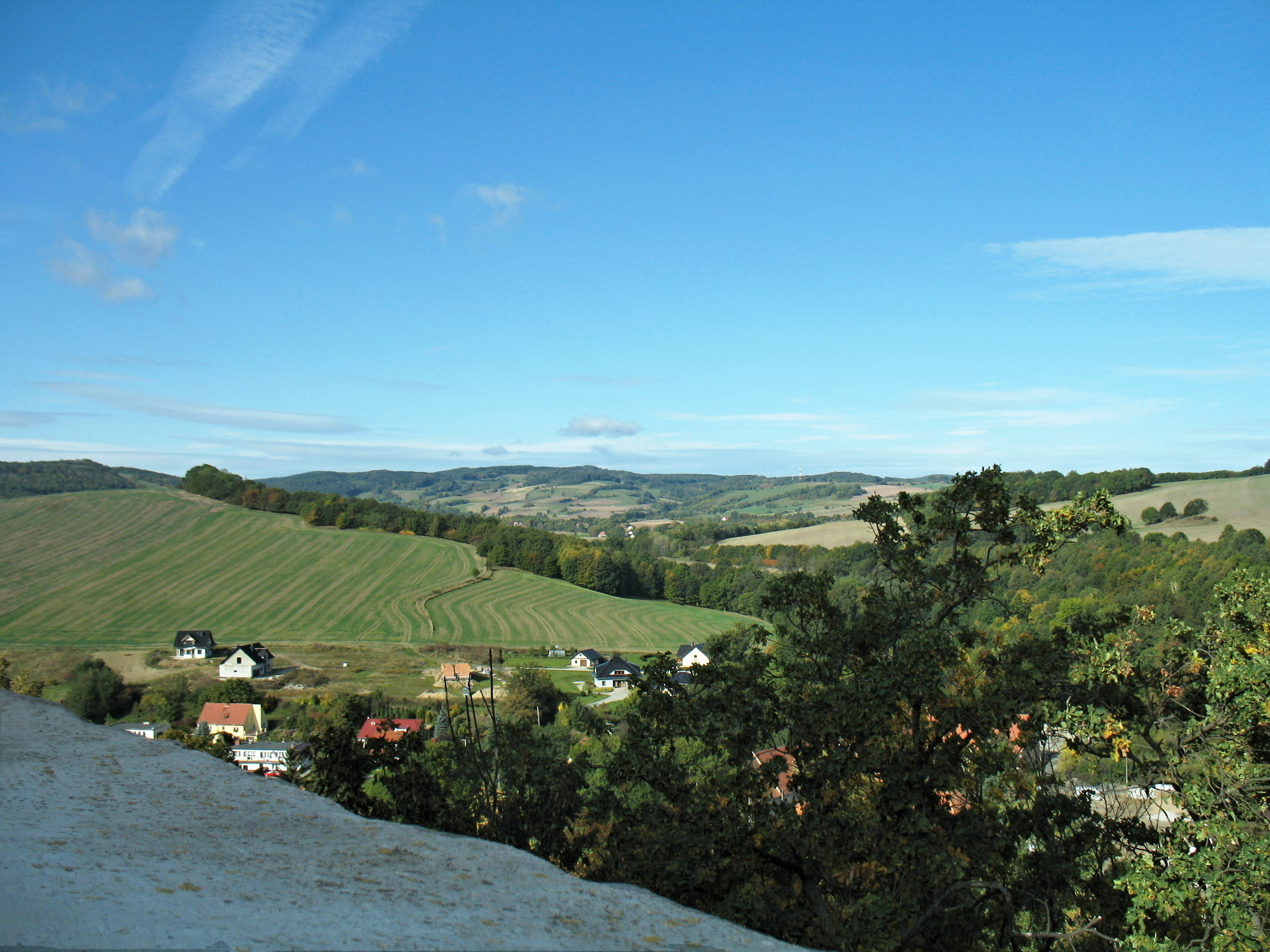
Pohled z hradeb směrem na západ
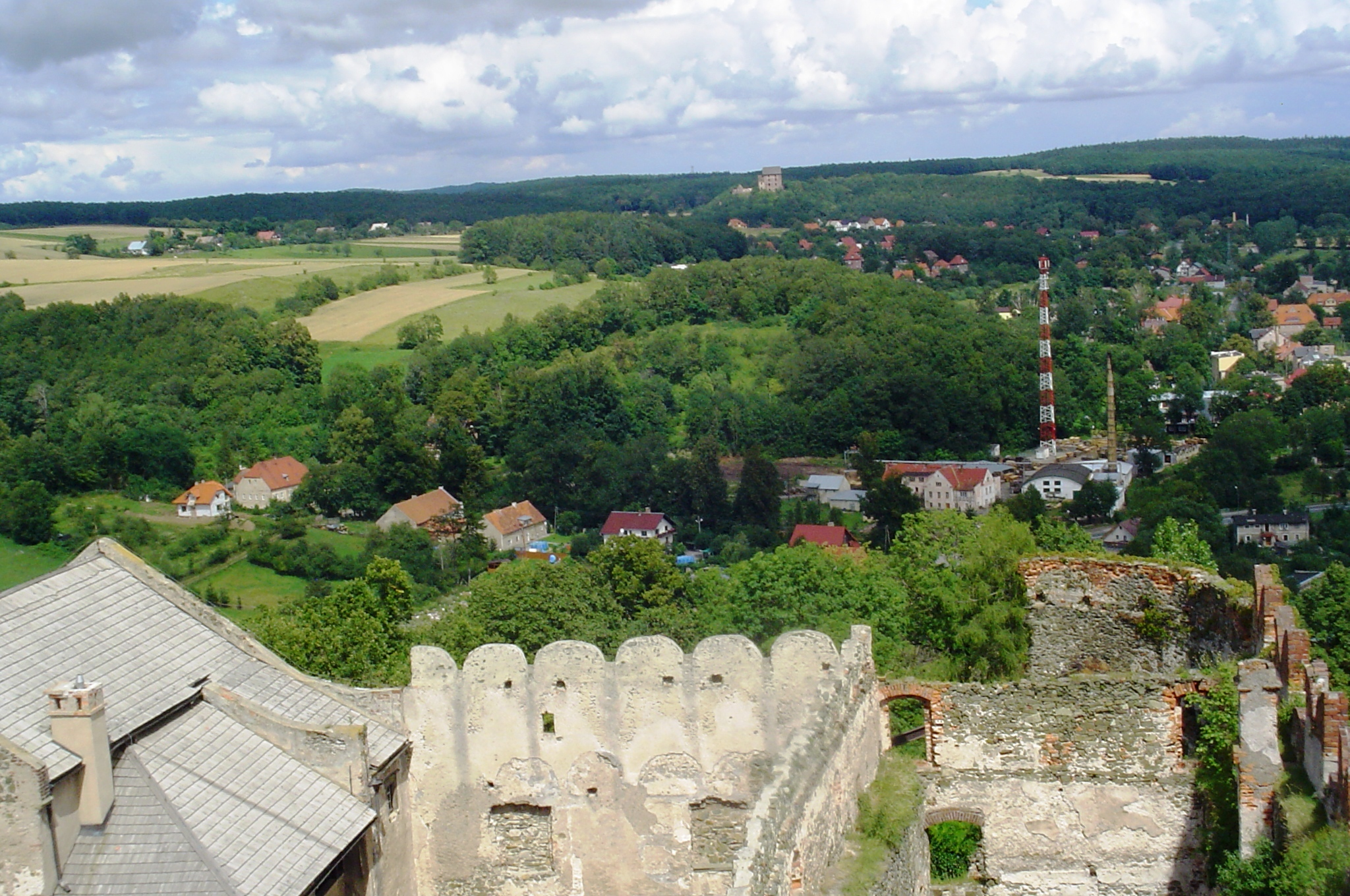
Pohled z věže na hrad Świny na severu
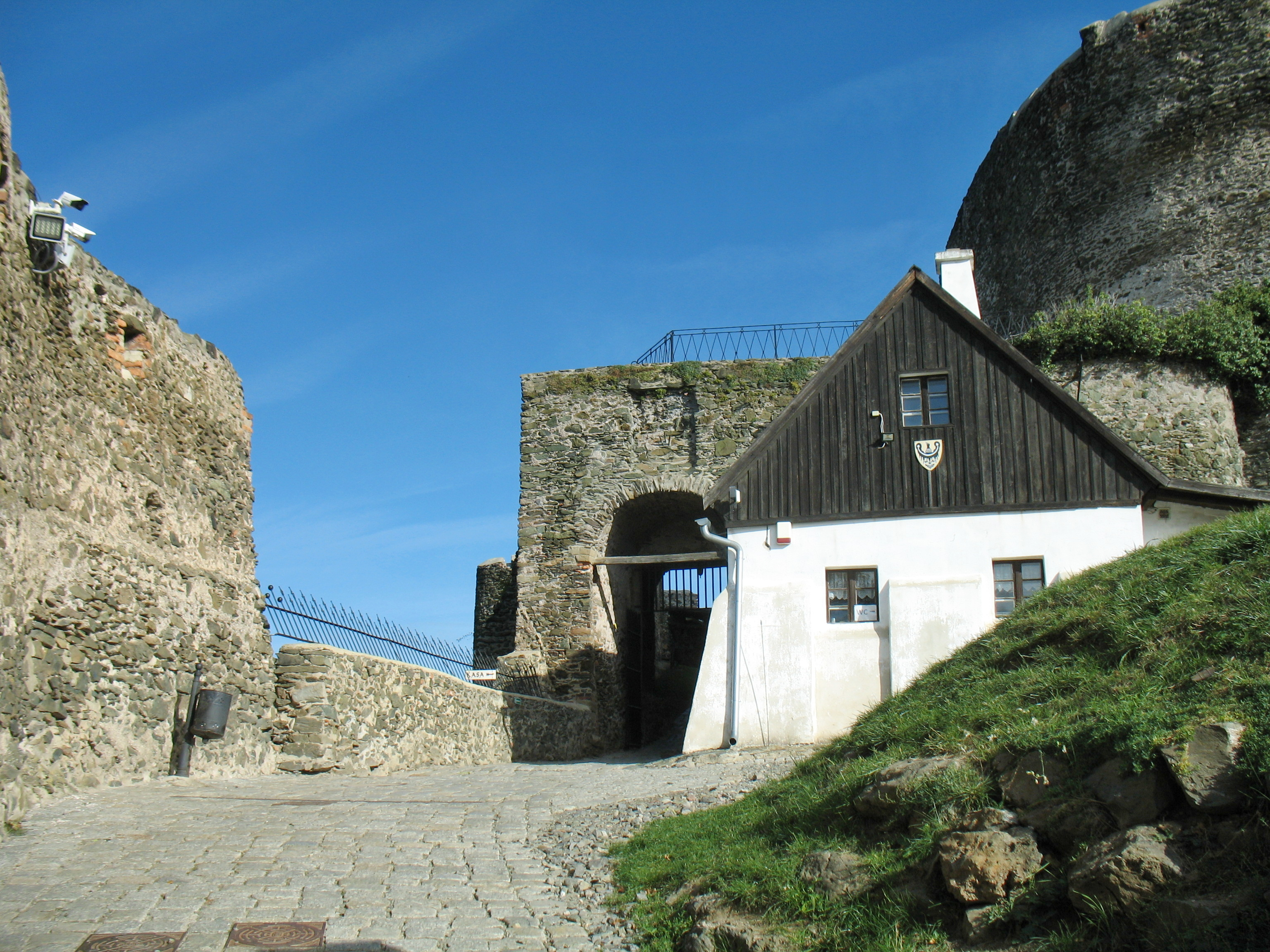
Cesta u dolní brány